# Toshiko Akiyoshi
Toshiko Akiyoshi, född 12 december 1929 i Manchuriet, är en japansk jazzpianist som huvudsakligen är verksam i USA. Hon flyttade 1946 till Japan och senare till USA. Där studerade hon mellan 1956 och 1959 vid Berklee College of Music.
Akiyoshi fortsatte traditionen som etablerades av Bud Powell. Tillsammans med första maken Charlie Mariano var hon ledare till en kvartett. Senare var hon med andra maken Lew Tabackin den framstående personen i en orkester.